# Березинское (Молодечненский район)
Березинское (бел. Беразі́нскае) — агрогородок в Молодечненском районе Минской области Беларуси. Административный центр Городиловского сельсовета. Расположен в 25 км к юго-западу от города и железнодорожной станции Молодечно.
Численность — 1645 жителей, 717 дворов (2010 год).

## География
На окраине расположен железнодорожный остановочный пункт.

## История
В конце 1940-х годов в русле реки Березины велась добыча торфа. Запасы составили 31,1 млн тонн. Началось строительство торфоперерабатывающего предприятия, на месте которого в 1951 году был основан поселок. В 1970 году 2000 жителей. В 2001 году насчитывалось 650 фермерских хозяйств, 1677 жителей.
В 2008 году посёлок Березинское преобразован в агрогородок.

## Население

### Динамика
- 1970 — 2 000 жителей
- 2001 — 1 677 жителей, 650 фермерских хозяйств
- 2010 — 1 645 жителей, 717 дворов

## Инфраструктура
В агрогородке расположены: УП «Беразінскае», средняя школа, клуб, библиотека, больница, детский сад, музыкальная школа, магазины.
Также действует Березинский аграрно-технический колледж (ранее-профессиональный лицей).

## Спорт
- Физкультурно-оздоровительный комплекс

## Культура
- Дом культуры

## Достопримечательности
- Костёл Божьего Тела
- Памятный знак основанию посёлка и торфобрикетному заводу

## Галерея

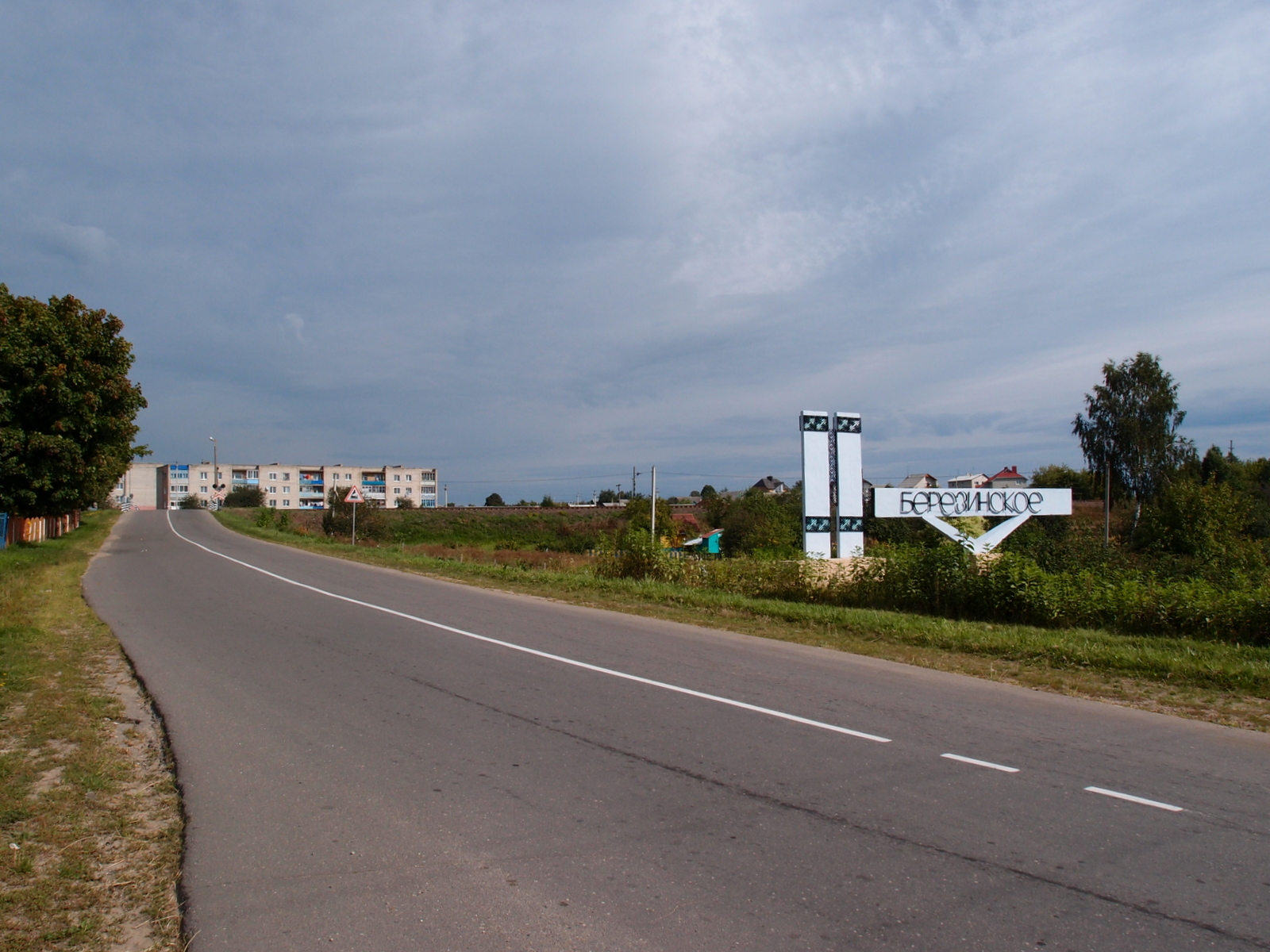
Въезд в агрогородок
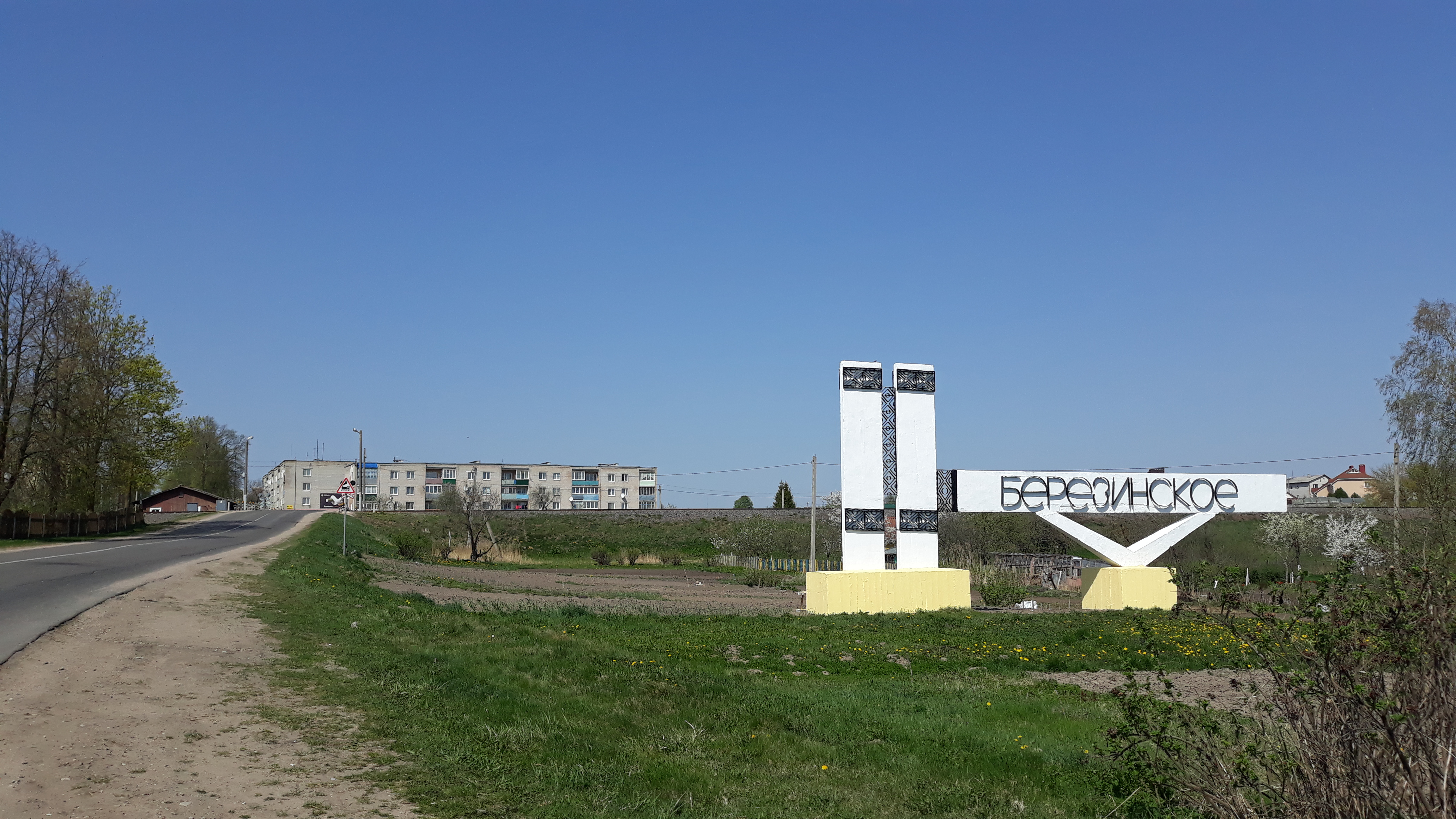
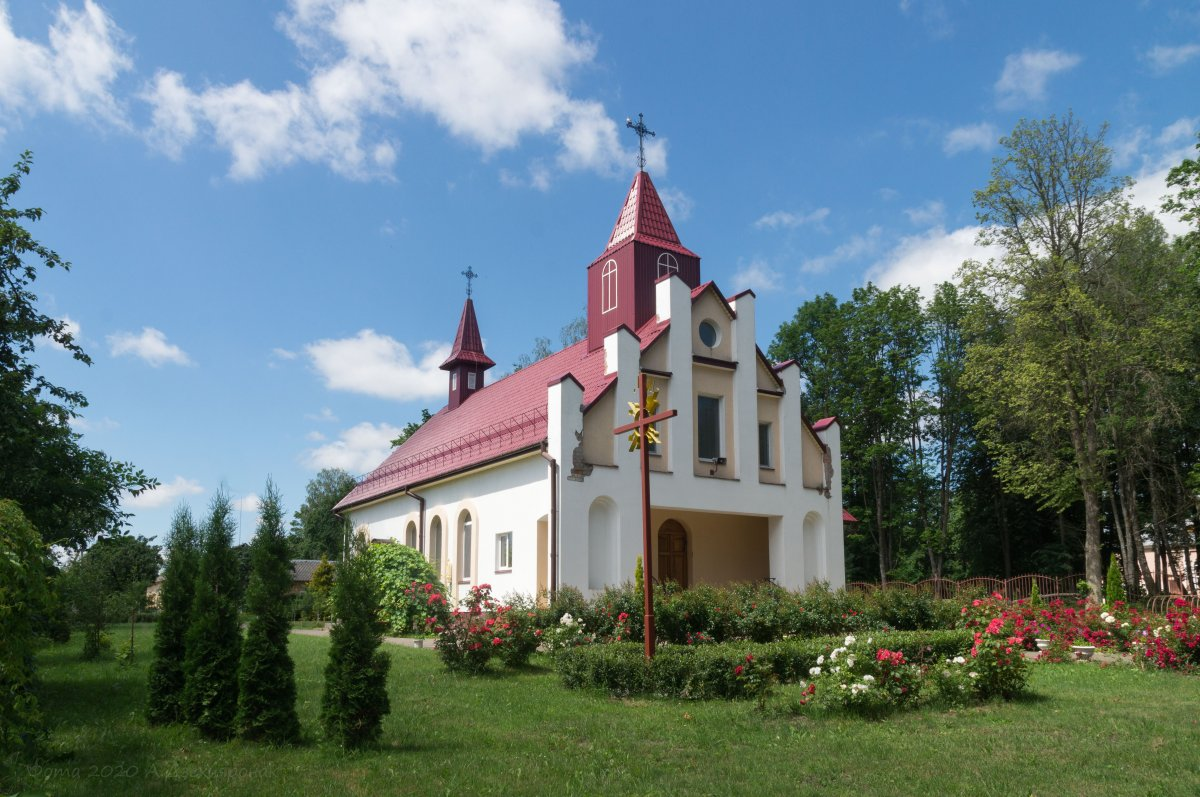
Костёл Божьего Тела
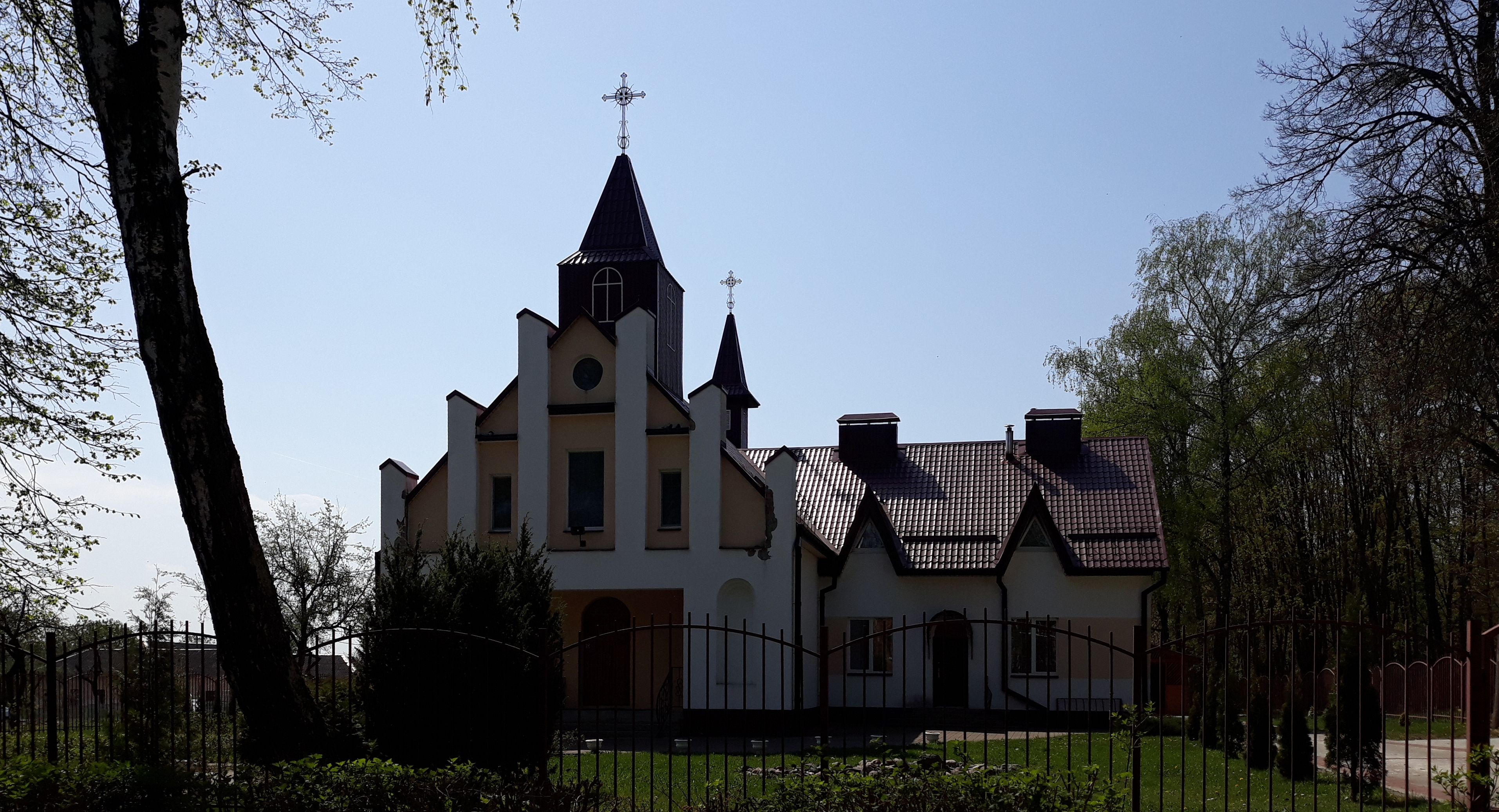
Костёл Божьего Тела
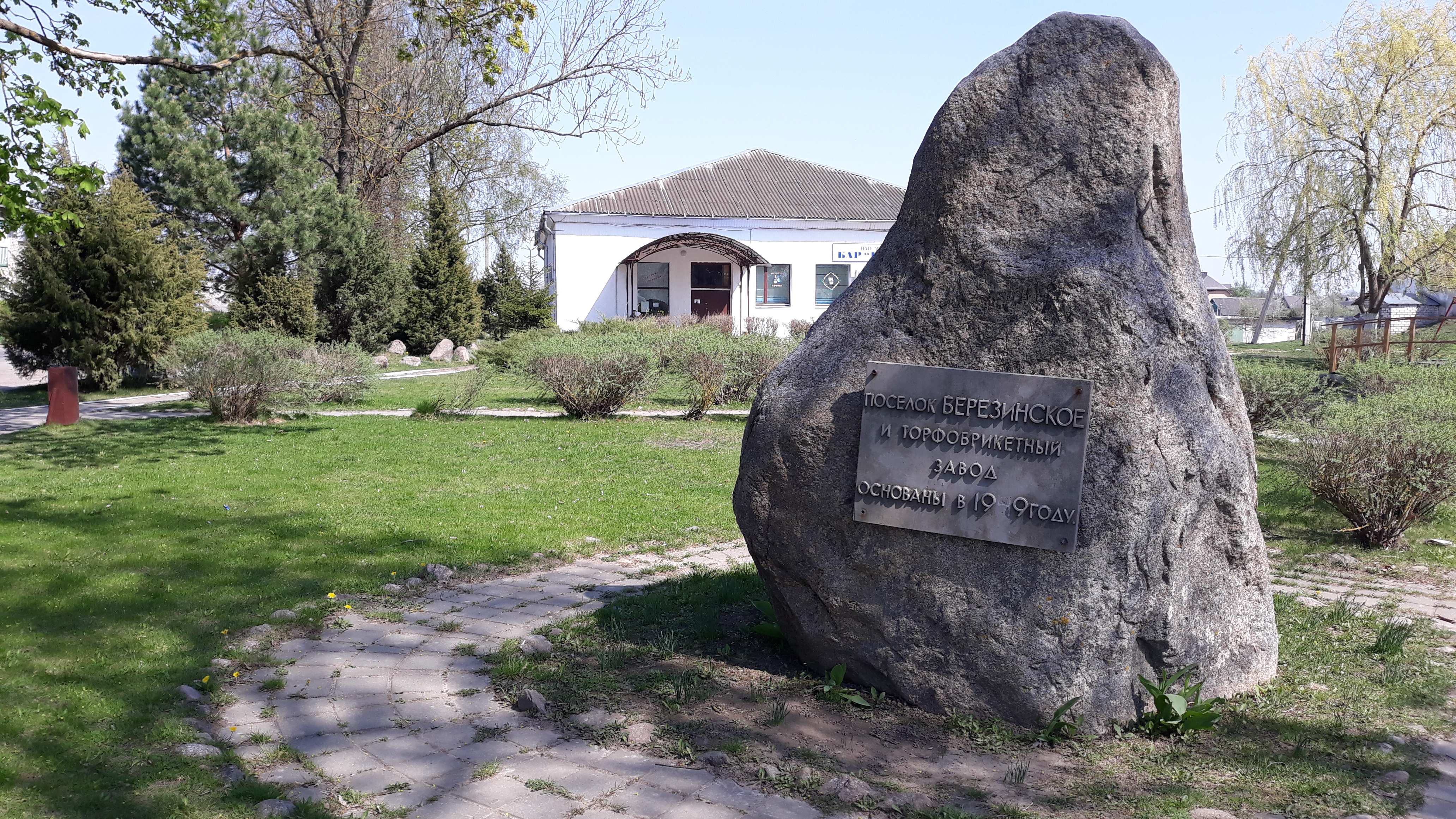
Памятный камень
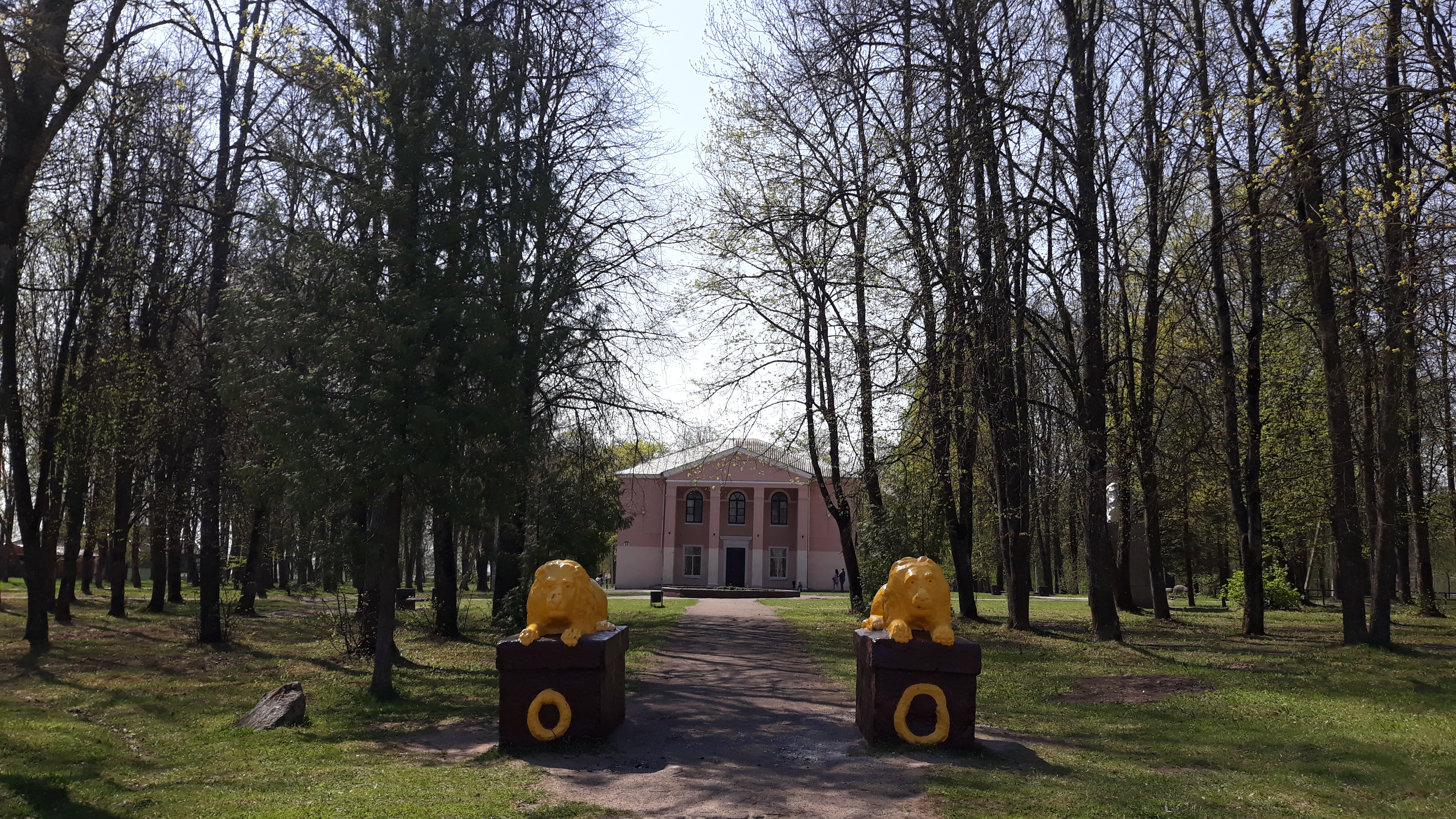